# 北村哲郎
北村 哲郎（きたむら てつろう、1921年9月21日 - 1998年2月20日）は、日本の歴史学者。専門は日本の染織工芸、服飾史、人形研究。

## 経歴
1944年（昭和19年）、慶應義塾大学文学部芸術学科卒業。帝室博物館、京都国立博物館、東京国立博物館学芸部長、文化庁文化財保護部文化財監査官、共立女子大学教授を歴任。
東京国立博物館名誉館員、文化財保護修復学会名誉会員、日本人形玩具学会代表委員、国際服飾学会理事、全国服飾教育者連合会理事、畠山記念館理事、日本風俗史学会顧問、日本図案家協会顧問、西陣織物館顧問などを務める。

## 著作物

### 著書
- 1960年（昭和35年） - 『インド東南アジア染織図録』 有秀堂
- 1967年（昭和42年） - 『人形 日本の美術11』 至文堂
- 1970年（昭和45年） - 『絞(日本染織芸術叢書)』 芸艸堂
- 1972年（昭和47年） - 『日本服飾史』 衣生活研究会
- 1973年（昭和48年） - 『スライド伝統工芸染色篇 第5巻 長板中形』 衣生活研究会
- 1974年（昭和49年） - 『のしめ—熨斗目 江戸期の縞、段、格子、絣』 京都書院 紫紅社
- 1976年（昭和51年） - 『加賀染文様—全五十葉』 芸艸堂
- 1977年（昭和52年） - 『綟(日本染織芸術叢書)』 芸艸堂
- 1978年（昭和53年） - 『現代の友禅』 毎日新聞社
- 1979年（昭和54年） - 『日本服飾小辞典〈1〉(源流ブックス)』　源流社
- 1982年（昭和57年） - 『復元名物裂〈第1回〉』　新装大橋
- 1982年（昭和57年） - 『日本の博物館 (1)』 講談社 ISBN 4061442015
- 1983年（昭和58年） - 『日本の文様(源流ブックス)』 源流社〔新装版〕
- 1986年（昭和61年） - 『国宝大事典 (4)』 講談社　ISBN 4061878247
- 1988年（昭和63年） - 『日本の文様 (北村哲郎染織シリーズ 1)』 源流社 ISBN 4773988045
- 1988年（昭和63年） - 『日本の文様 続 (2) (北村哲郎染織シリーズ 2)』 源流社 ISBN 4773988053
- 1988年（昭和63年） - 『日本の織物 (北村哲郎染織シリーズ 3) 』 源流社 ISBN 4773988061
- 1988年（昭和63年） - 『日本服飾小辞典 (北村哲郎染織シリーズ 4) 』 源流社 ISBN 477398807X
- 1991年（平成3年） - 『工芸 (昭和の文化遺産) 』 ぎょうせい ISBN 432402247X
- 2000年（平成12年） - 『日本の染物 (北村哲郎染織シリーズ 5) 』 源流社 ISBN 4773900067

### 共著
- 1963年（昭和38年） - 『小袖』 共著者：山辺知行・田畑喜八 三一書房
- 1966年（昭和41年） - 『小袖<続>』 共著者：山辺知行 三一書房
- 1978年（昭和53年） - 『カラー日本の工芸 3 織（さわやか文庫）』 共著者：志村ふくみ・吉田光邦・栄久庵憲司・龍村元 淡交社
- 1980年（昭和55年） - 『小袖文様』 共著者：山辺知行 三一書房
- 1997年（平成9年） - 『能を彩る文様の世界』共著者：野村四郎 檜書店 ISBN 4827909458
- 2008年（平成20年） - 『日本の手わざ〈第5巻〉長板中形』 共著者：野久保昌良 源流社　ISBN 4773908017
- 2009年（平成21年） - 『日本の手わざ〈第7巻〉久留米絣』 共著者：山辺知行・塚本直次・野久保昌良 源流社 ISBN 4773909021

### 編
- 1975年（昭和50年） - 『友禅染 日本の美術106』 至文堂
- 1984年（昭和59年） - 『インドの染織 山辺知行コレクション1』 源流社

### 監修
- 1973年（昭和48年） - 『中国刺繍 全5集』 共監修：小笠原小枝 フジアート出版
- 1976年（昭和51年） - 『リヨン織物美術館』 翻訳共 学研
- 1984年（昭和59年） - 『友禅珠宝 宮崎友禅斎生誕330年記念』 宮崎友禅斎生誕330年記念奉賛会
- 1986年（昭和61年） - 『人形は救いなり-四世面竹岡本正太郎作品集』 フジアート出版
- 1987年（昭和62年） - 『中川華村作品集　(中川華邨作品集)』 フジアート出版
- 1987年（昭和62年） - 『亀井滋明コレクション 19世紀ヨーロッパの染織 デザイン画・捺染・織物・壁紙 』 美術出版社
- 1988年（昭和63年） - 『キモノ・インフォメーション(1)』 フジアート出版
- 1994年（平成6年） - 『人形 人形は作者のひとりごと』 共監修：大林蘇乃 フジアート出版